# Binodoxys mongolicus
Binodoxys mongolicus är en stekelart som beskrevs av Hajimu Takada 1979. Binodoxys mongolicus ingår i släktet Binodoxys och familjen bracksteklar. Inga underarter finns listade.